# Стеарат лития
Стеарат лития — соль лития и стеариновой кислоты с формулой C17H35COOLi,
Представляет собой бесцветное мягкое воскоподобное вещество, которое образует кристаллы гексагональной сингонии, параметры ячейки a = 6,25 нм, c = 0,98 нм, Z = 72.
Не растворяется в воде, этаноле, диэтиловом эфире, слабо растворяется в ацетоне.

## Применение
- В косметике.
- При производстве пластмасс.
- Используется как лубрикант в широком диапазоне температур.
- Загуститель для смазок (см. литиевые смазки)